# Grande Armée
La Grande Armée (Den Store Armé) var den vigtigste militære komponent af den franske kejserlige hær kommanderet af kejser Napoleon Bonaparte under Napoleonskrigene. Fra 1804 til 1808 vandt den en række militære sejre, der gjorde det muligt for det Første franske kejserrige at udøve hidtil uset kontrol over det meste af Europa. Den er bredt anerkendt for at være en af de største kampstyrker, der nogensinde er blevet samlet, og led enorme tab under den katastrofale invasion af Rusland i 1812, hvorefter den aldrig genvandt sin strategiske overlegenhed.
La Grande Armée blev dannet i 1804 ud af L'Armée des côtes de l'Océan (Oceankystens hær), en styrke på over 100.000 mand, som Napoleon havde samlet til sin planlagte invasion af Storbritannien. Napoleon indsatte senere hæren i det østlige Europa for at eliminere den kombinerede trussel fra Kejserriget Østrig og Det Russiske Kejserrige, som var en del af den dannede tredje koalition mod Frankrig. Derefter var La Grande Armée den vigtigste militærstyrke, der blev indsat i Fjerde koalitionskrig, den franske invasion af Spanien og den femte koalitionskrig (1809), hvor den opnåede sin prestige, og i invasionen af Rusland (1812), Den sjette koalitionskrig (1813-14) og De hundrede dage (1815). I praksis bruges udtrykket Grande Armée til at henvise til alle de multinationale styrker, som Napoleon samlede i sine felttog.
Da de østrigske og russiske hære begyndte at forberede sig på at invadere Frankrig i slutningen af 1805, blev Grande Armée hurtigt beordret over Rhinen ind i det sydlige Tyskland, hvilket førte til Napoleons sejre ved Ulm og Austerlitz. Den franske hær voksede efterhånden som Napoleon tog magten over hele Europa og rekrutterede tropper fra besatte og allierede nationer. Grande Armée nåede sit højdepunkt på en million mand (413.000 franske soldater og over 600.000 fra andre nationer) ved indledningen af Napoleons felttog i Rusland i 1812.,
Felttoget i Rusland udviklede sig til en katastrofe for La Grande Armée. Efter erobringen af Smolensk og sejren ved Borodino nåede franskmændene Moskva den 14. september 1812. Hæren var dog allerede drastisk reduceret af træfninger med russere, sygdom (primært tyfus), desertering, varme, udmattelse og lange kommunikationslinjer. Hæren tilbragte en måned i Moskva, men blev i sidste ende tvunget til at marchere tilbage mod vest. Kulde, sult og sygdom, såvel som konstant chikane fra kosakker og russiske partisaner, resulterede i den fuldstændige ødelæggelse af La Grande Armée som en kampstyrke. Kun 120.000 mænd overlevede for at forlade Rusland; af disse var 50.000 østrigere, preussere og andre tyskere, 20.000 var polakker, og kun 35.000 var franskmænd. Så mange som 380.000 døde under felttoget.
Napoleon kommanderede en ny hær under det tyske felttog i 1813, under forsvaret af af Frankrig i 1814 og Slaget ved Waterloo i 1815, men Grande Armée genvandt aldrig sin styrke fra juni 1812. I alt fra 1805 til 1813 blev over 2,1 millioner franskmænd indkaldt til den franske kejserlige hær.